# Hardheimer Schloss

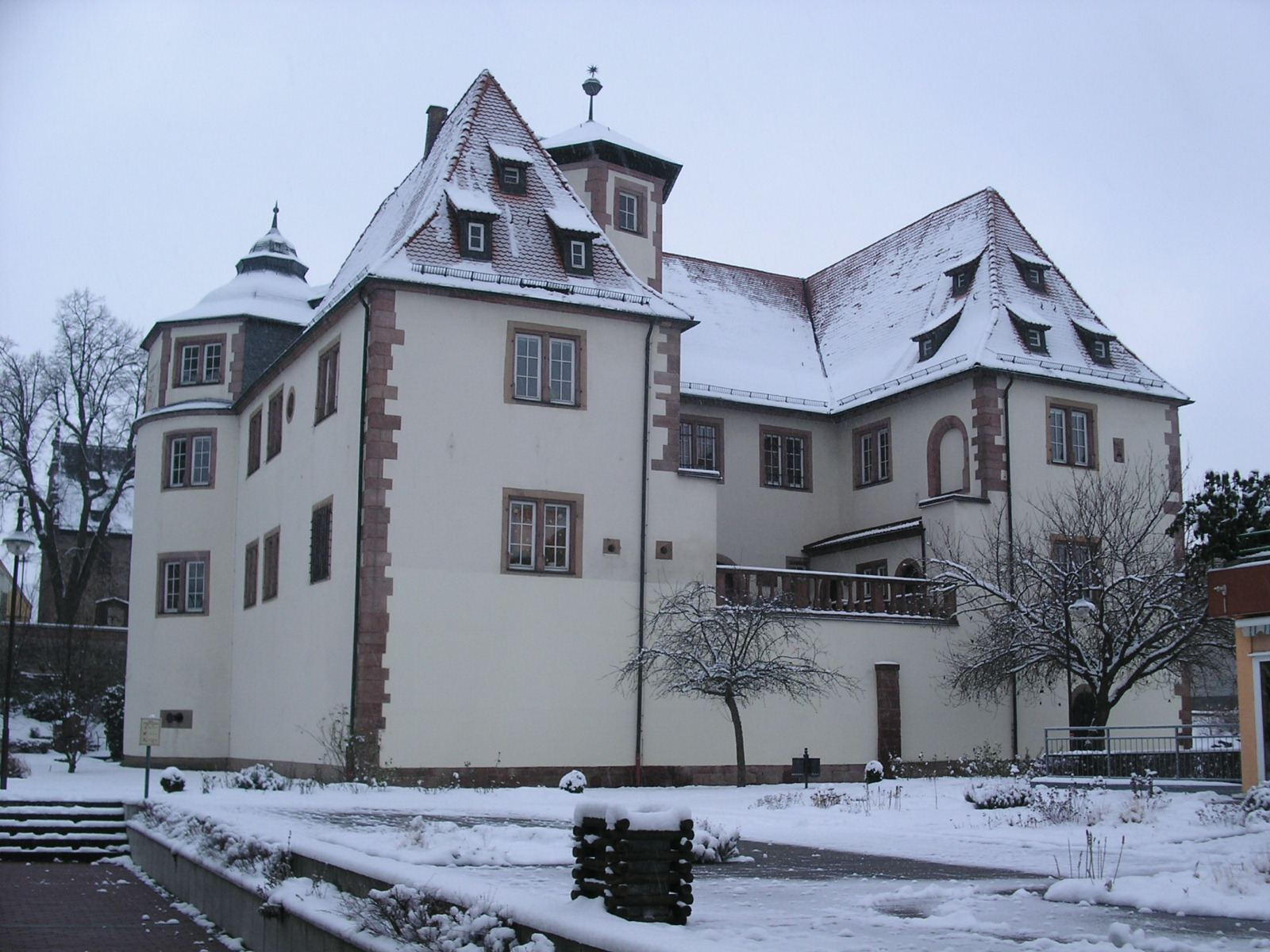
Hardheimer Schloss

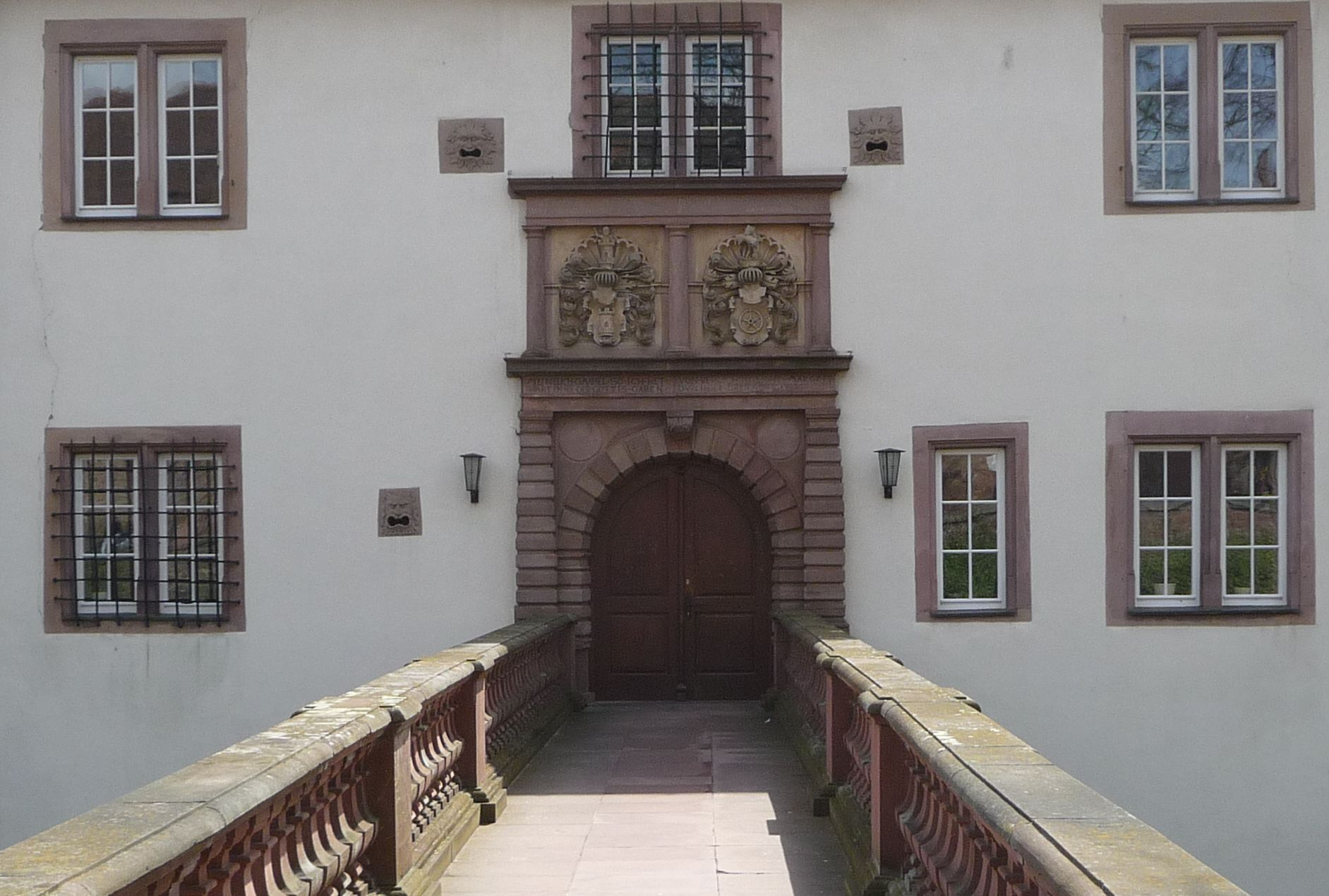
Brücke und Eingangsportal

Das Hardheimer Schloss, auch Obere Burg genannt, ist ein ab 1561 erbautes herrschaftliches Anwesen im Zentrum der Gemeinde Hardheim am nordöstlichen Rand des Neckar-Odenwald-Kreises in Baden-Württemberg.

## Geschichte
Das Schloss hat seinen Ursprung in einer Wasserburg, die bereits 1324 und 1326 zusammen mit der Unteren Burg Hardheim erwähnt und von Werner von Hardheim dem Erzstift Mainz als Lehen aufgetragen wurde. Diese Linie starb 1435 aus. Während des Bauernkrieges wird die Obere Burg 1525 geplündert, aber nicht zerstört. 
Das Anwesen wurde im Auftrag des Junkers Wolf von Hardheim und seiner Frau Margareta von Berlichingen von Urban Kaltschmidt aus Lindau ab 1561 zum Schloss umgebaut. Das Schloss war Stammsitz der zweiten Linie der Herren von Hardheim. Mit dem Tod von Georg Wolf von Hardheim 1607 stirbt das Rittergeschlecht in Hardheim aus. Erst nach langwierigen Erbstreitigkeiten geht das Schloss 1630 in den Besitz des Bistums Würzburgs über und wurde Sitz des Amtes Hardheim. 1803 wird das Fürstentum Leiningen Besitzer des Schlosses. Nur drei Jahre später kommt es an das Großherzogtum Baden. 
Die Epitaphien der Herren von Hartheim liegen seit 1615/1619 unterm Schloss.
Seit 1807 als Schule genutzt, wird das Anwesen 1858 vom Großherzogtum erworben. In der Folgezeit wurde es weiter als Schule und zu kirchlichen Zwecken genutzt, ehe es ab dem Jahr 1927 oder 1929 als Rathaus Verwendung fand und die Gemeindeverwaltung ihren Sitz in das Schloss verlegte.
1985 bis 1988 wurde das Schloss umfassend renoviert. Der Graben um das Schloss wurde mit dem Abrissmaterial der Gothischen Kirche 1881 zugeschüttet und dient heute als Gartenanlage mit einem kleinen Teich.

## Beschreibung
Das fast quadratische meist dreigeschossige Anwesen ist an der Eingangsseite, einem Portaleingang mit zwei großen einzelnen Vollwappen und den Namen der Erstbesitzer, von zwei wuchtigen Ecktürmen flankiert, die fast gleiche Traufhöhe aufweisen und heute mit barocker Haube versehen sind. Der Zugang ist über eine steinerne Brücke erreichbar, der früher den Wassergraben querte. Am rechten Rand der gegenüberliegenden Gebäudefront ist leicht zurückgesetzt ein Treppenturm in das Gebäude integriert.